# 399e division d'infanterie
La 399e division d'infanterie (en allemand : 399. Infanterie-Division ou 399. ID) est une des divisions d'infanterie de l'armée allemande (Wehrmacht) durant la Seconde Guerre mondiale.

## Création
La 399. Infanterie-Division est formée le 15 mars 1940 à partir de Landwehr et de l'état-major de l'Infanterie-Division z.b.V. 421 dans le Wehrkreis I en tant qu'élément de la 9. Welle (9e vague de mobilisation).
Elle est organisée comme une Landesschützen-Division qui est une unité d'infanterie territoriale composée de personnel âgé et utilisée pour des fonctions de garde et de la garnison. C'est l'équivalent des régiments d'infanterie territoriale française.
Elle est basée en province de Prusse-Orientale et doit faire face à une éventuelle attaque soviétique.
La division est dissoute le 8 août 1940 et son état-major prend en charge l'Oberfeldkommandantur 399 (OFK 399).

## Organisation

### Commandants
| Date                        | Grade        | Commandant         |
| --------------------------- | ------------ | ------------------ |
| 15 mars 1940 - 20 août 1940 | Generalmajor | Helmuth von Kropff |

## Théâtres d'opérations
- Province de Prusse-Orientale : Mars 1940 - Août 1940

## Ordres de bataille
- Infanterie-Regiment 662
- Infanterie-Regiment 663
- Infanterie-Regiment 664
- Artillerie-Regiment 399
- Aufklärungs-Schwadron 399
- Nachrichten-Kompanie 399
- Divisions-Nachschubführer 399